# Llei de Campbell
La llei de Campbell és un adagi desenvolupat pel científic social Donald T. Campbell el 1976 durant la seva recerca en el camp de la metodologia de la recerca.
Aquesta llei suggereix que com més utilitzat sigui un determinat indicador social quantitatiu per a la presa de decisions, major serà la pressió a la qual estarà subjecte i més probable serà que corrompi i distorsioni els processos socials que, se suposa, hauria de monitorar. Es pot interpretar com el principi d'incertesa de les ciències socials, doncs podem optar per prendre un indicador per mesurar o per assignar recursos, però no per complir ambdues tasques amb ell.
El principi en ciències socials de la llei de Campbell ha sigut utilitzat per assenyalar les conseqüències negatives del sistema d'avaluació nord-americana promogut per la Llei que cap nen es quedi enrere. Un altre exemple és el "problema dels falsos positius" a Colòmbia. El govern premiava econòmicament als militars per guerrillers assassinats, la qual cosa els va portar a assassinar civils i fer-los passar per guerrillers. O la crisi de les hipoteques sub-prime a EUA. Els agents hipotecaris cobraven en funció del nombre d'hipoteques que realitzaven, la qual cosa els va portar a camuflar les males condicions creditícies d'els qui rebien els préstecs. En la Unió Soviètica van ser nombrosos els casos en els quals es verifica aquesta llei, doncs el compliment dels plans quinquennals es realitzava segons indicadors objectius, que eren manipulats. Per exemple, si es definia la quota de producció per nombre de cargols, es feien molt petits, però si es feia per pes, es feien molt grans.
Variants d'aquesta llei són la crítica de Lucas o la llei de Goodhart.